# The Last Domino?
The Last Domino? è una raccolta del gruppo musicale britannico Genesis, pubblicata dalla UMG in tutto il mondo il 17 settembre 2021.

## Descrizione
Ventitré delle ventisette tracce che compongono la compilation sono versioni in studio – tutte già edite – dei brani suonati dai Genesis durante il The Last Domino? Tour, la loro tournée di addio svoltasi a più riprese tra il settembre 2021 e il marzo 2022 nel Regno Unito, nel Nord America e in Europa; la raccolta fu pubblicata in contemporanea con l'inizio di detta tournée.
Le rimanenti quattro tracce, anch'esse già edite, sono i singoli di successo Abacab, In Too Deep, Jesus He Knows Me e Hold On My Heart, presi inizialmente in considerazione per il tour ma poi esclusi; manca invece il brano Misunderstanding, che il gruppo eseguì soltanto presso lo United Center di Chicago il 15 e 16 novembre 2021, al posto di Duchess. Fatta eccezione per i titoli citati, l'ordine delle tracce sulla compilation ricalca la scaletta dei concerti in questione. 
Di alcuni brani (The Cinema Show, Firth of Fifth, Dancing with the Moonlit Knight, Tonight, Tonight, Tonight e Fading Lights) il gruppo nel tour eseguì versioni abbreviate, estratti o semplici accenni, mentre nella raccolta le corrispondenti tracce in studio compaiono tutte per intero.

## Accoglienza
La raccolta fu distribuita come doppio CD, quadruplo LP in vinile e sulle principali piattaforme di streaming e digitali, in coincidenza con l'inizio del tour e riuscì a entrare in classifica nel Regno Unito – esordendo direttamente in nona posizione – e in Germania, dove arrivò fino all'ottavo posto.

## Tracce
Testi e musiche di Tony Banks, Phil Collins e Mike Rutherford, eccetto dove indicato.
CD1
1. Duke's End – 2:07
2. Turn It On Again – 3:51
3. Mama – 6:50
4. Land of Confusion – 4:46
5. Home by the Sea – 5:08
6. Second Home by the Sea – 6:07
7. Fading Lights – 10:19
8. The Cinema Show – 10:49 (Banks, Collins, Peter Gabriel, Steve Hackett, Rutherford)
9. Afterglow – 4:12 (Banks)
10. Hold on My Heart – 4:38
11. Jesus He Knows Me – 4:14
12. That's All – 4:25
13. The Lamb Lies Down on Broadway – 4:54 (Banks, Collins, Gabriel, Hackett, Rutherford)
14. In Too Deep – 5:05

Durata totale: 77:25
CD2
1. Follow You Follow Me – 3:59
2. Duchess – 4:21
3. No Son of Mine – 4:41
4. Firth of Fifth – 9:36 (Banks, Collins, Gabriel, Hackett, Rutherford)
5. I Know What I Like – 4:03 (Banks, Collins, Gabriel, Hackett, Rutherford)
6. Domino – 10:45
7. Throwing It All Away – 3:41
8. Tonight, Tonight, Tonight – 8:51
9. Invisible Touch – 3:28
10. I Can't Dance – 4:00
11. Dancing with the Moonlit Knight – 8:00 (Banks, Collins, Gabriel, Hackett, Rutherford)
12. Carpet Crawlers – 5:14 (Banks, Collins, Gabriel, Hackett, Rutherford)
13. Abacab (single edit) – 4:12

Durata totale: 74:51

## Formazione
- Tony Banks – tastiere
- Phil Collins – voce (tranne: CD2, traccia 11), batteria, percussioni,
- Mike Rutherford – basso, chitarra
- Peter Gabriel – voce, flauto, percussioni (CD1, tracce: 8, 13; CD2, tracce: 4, 5, 11, 12)
- Steve Hackett – chitarra (CD1, tracce: 8, 9, 13; CD2, tracce: 4, 5, 11, 12)